# «Дубки» Кримського передгір'я
«Дубки» Кримського передгір'я — гаї в Україні, у межах Кримських гір, в яких панує низькорослий дуб. У 1947 році включені до реєстру пам'яток природи обласного значення.
Мозаїчне поєднання ділянок степів та невеликих лісових масивів спостерігається на пологих північних та північно-західних схилах Зовнішнього та частково Внутрішнього пасма Кримських гір.

## Опис
У межах передгір'я виявлено 37 відокремлених острівних «дубків», площею від кількох гектарів до кількох квадратних кілометрів (Ближні та Дальні сімферопольські «дубки», Осмінські та інші). Поряд із порослим пухнастим дубом у гайках зрідка зустрічаються дуби черешчастий і скельний. З інших деревинно-чагарникових порід зустрічаються граб східний, скумпія, глід, держидерево, шипшина, груша звичайна та маслинколиста, свидина, барбарис, крушина, терн тощо.
Знеліснені простори між острівними дібровами зайняті степами з ксерофільних напівчагарників і різнотрав'я (чебрець, самосил, деревій, молочай, півонія, ковила тощо).
Куртинний дубняк поєднується з ділянками степів. Тому можна назвати рослинні угруповання цих ландшафтів лісостеповими. У «дубках» деревні рослини набули під впливом багатовікової господарської діяльності людини низькорослий чагарниковий вигляд.

## Представники

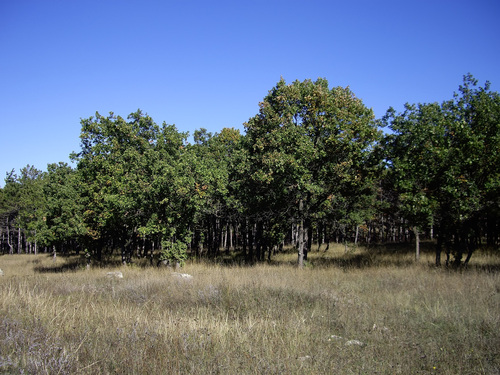
Дубки — залишки реліктових лісів передгір'я Криму, вулиця Маршала Жукова, Сімферополь, 2008 рік

- Ділянка дубових гаїв «Дубки» біля села Бекі-Елі (Живописне) Сімферопольського району
- Ділянка дубових гаїв «Дубки» біля села Сабла (Партизанське) Сімферопольського району
- Дитячий парк, Сімферополь
  - Дуб Богатир Тавриди
  - Дуб Дулицького
- Парк «Дубки» на пагорбі Кум-Баїр, Сімферополь
- Ближні та Дальні сімферопольські Дубки
- Дубки у балках на північ від краю гори Абдал-Кир, Сімферополь[3]
- Осмінські дубки[4]
- Урочище Лівенські Дубки біля села Трудове Сімферопольського району[5]
- Дубки біля села Чоюнчи (Урожайне) Сімферопольського району, площа: 150.0 га
- Зуйські дубки біля села Ашаги-Финдикли (Нижні Орішники) Білогірського району, площа 139.0 га
- зниклий Говоровський дуб в селі Бююк-Сюйрен (Танкове) Бахчисарайського району
- Дуб Чотири брати біля села Тогай (Яблучне) Білогірського району.

## Історія
У минулому ліси панували на пологих схилах Внутрішнього пасма та частково північної поздовжньої долини. Про це свідчить, зокрема, перший російський план Сімферополя, складений у 1786 році: на території, де розташований нині дитячий парк, та всім правобережжі Салгира написано «ліс». Реліктами його є й дуби-велетні, що й досі ростуть у дитячому парку. Одному з них (Богатирю Тавриди) 650 років, висота його 25 м, окружність стовбура 5,25 м. Ці факти переконливо свідчать про вторинно лісостеповий характер рослинності ландшафтів Внутрішнього пасма та прилеглих лісостепових ділянок південного і північного поздовжніх міжпасмових понижень Кримського передгір'я.
Ще один велетень зберігся у долині річки Біюк-Карасу, біля села Тогай (Яблучне). Вік перевищує 700 років, висота його досягає 18 метрів, обхват стовбура біля основи становить 12 метрів. Цей дуб все, що залишилося від заплавних дібров. За унікальність дуб отримав у 1997 році статус пам'ятника природи місцевого значення і відомий офіційно під ім'ям Суворовський (друга назва «Чотири брати»—потужну крону дуба підтримували чотири стволи. Після сильного снігопаду одна з гілок обломилася).
У 1922 році біля села Біюк-Сюрень (Танкове) було зрубано унікальне дерево черешкового дуба, вік якого визначали у близько 1500 років — це було найстаріше дерево півострова, і, на думку знаменитого садівника Л. П. Симиренка, було найстаршим в Європі. За останніми вимірами, що проводилися за завданням Симиренка в 1910 році, коло його ствола досягало 11,4 м, а коло крони — 46 м.
Вперше цей дуб відкрив для науки і виміряв наприкінці XVIII століття П. С. Паллас, у 1852 році дерево виміряв Х. Х. Стевен — окружність стовбура становила вже 11,1 м, висота дерева 26,7 м, а діаметр крони — 31 метр.
Своєрідні лісостепові ділянки Кримського передгір'я потребують постійної охорони. У 1947 році «дубки» включені до реєстру пам'яток природи обласного значення. Вони надійно захищають схили від ерозії, накопичують вологу. «Дубки» Кримського передгір'я — цікаві об'єкти географічних екскурсій.
Якщо прийняти всі ділянки «дубків» за один пам'ятник природи, то разом із ним у Кримському передгір'ї оголошено заповідними 18 унікальних об'єктів загальною площею понад 520 га.

## Утворення
«Дубки» Зовнішнього пасма та «дубки», що займають пологі схили Внутрішнього пасма й місцями південне поздовжнє зниження — не тотожні утворення. Внутрішнє пасмо на 200—300 метрів вище за Зовнішню, отримує більше опадів, а її рослинний покрив є прямим продовженням лісів нижнього пояса Головного пасма і змикається з ним у південному поздовжньому пониженні, тоді як «дубки» Зовнішнього пасма знаходяться в безпосередньому контакті з степами рівнинного Криму.
«Дубки» Зовнішнього пасма мають характер низькорослих чагарникових чагарників і займають загалом не більше 15–20 % її площі. Такі представники лісів, як польовий клен, липа дрібнолиста й плющ, поширені в «дубках» Внутрішнього пасма, на Зовнішній не зустрічаються. Значні простори між дубками тут зайняті типовою степовою рослинністю, розвиненою на середньопотужних карбонатних чорноземах, властивих степам.
На Внутрішньому пасмі та частково на південному поздовжньому зниженню також поширені дубові гаї (чумакарські «дубки», каракуські «дубки» та інші). Але вони займають у цих ландшафтах більше половини площі, і схожість їх із «дубками» Зовнішнього пасма суто зовнішня. У рослинних угрупованнях Внутрішнього пасма відзначається значне збільшення частки трав'янистих рослин, властивих гірським лісам. З деревних у «дубках» Внутрішнього пасма звичайні такі супутники кримських дубових лісів, як польовий клен, граб східний, липа дрібнолиста.